# شیلی در المپیک تابستانی ۲۰۲۴
کاروان المپیکی ورزشکاران شیلی در بازی‌های المپیک تابستانی ۲۰۲۴ شرکت کردند. این بازی‌ها از ۲۶ ژوئیه تا ۱۱ اوت ۲۰۲۴ (۵ تا ۲۱ امرداد ۱۴۰۳ خورشیدی) به میزبانی پاریس، پایتخت فرانسه برگزار شد.  آنها از بازی‌های المپیک تابستانی ۱۸۹۶ در همهٔ ادوار المپیک به جز ۵ دوره شرکت کرده‌اند. شیلی علیرغم حضور در نخستین المپیک، در سال‌های ۱۹۰۰، ۱۹۰۴ و ۱۹۰۸ شرکت نکردند. آنها همچنین در المپیک تابستانی ۱۹۳۲ در زمان رکود بزرگ غایب بودند. شیلی بخشی از تحریم المپیک تابستانی ۱۹۸۰ در مسکو بودند که رهبری آنها را ایالات‌متحده برعهده داشت.
پرچمداران شیلی در آیین گشایش این دوره از بازی‌ها، نیکولاس جاری و آنتونیا آبراهام‌بودند.
این کاروان برای نخستین‌بار پس از المپیک ۲۰۰۴ موفق به کسب مدال طلا شد و در جایگاه ۵۵ این دوره از مسابقات ایستاد.

## مدال‌آوران
| مدال | نام             | ورزش      | رویداد                      | تاریخ |
| ---- | --------------- | --------- | --------------------------- | ----- |
| طلا  | فرانسیسکا کروتو | تیراندازی | اسکیت زنانه                 | ۴ اوت |
| نقره | یاسمانی آکوستا  | کشتی      | ۱۳۰ کیلوگرم یونان روم مردان | ۶ اوت |

## شرکت‌کنندگان
جدول زیر نمایانگر ورزشکاران شیلیایی است که در این مسابقات شرکت کردند.
| ورزش              | مردان | زنان | کل |
| ----------------- | ----- | ---- | -- |
| تیراندازی با کمان | ۱     | ۰    | ۱  |
| دو و میدانی       | ۶     | ۳    | ۹  |
| قایقرانی          | ۰     | ۳    | ۳  |
| دوچرخه‌سواری       | ۲     | ۲    | ۴  |
| سوارکاری          | ۱     | ۰    | ۱  |
| شمشیر             | ۰     | ۱    | ۱  |
| گلف               | ۲     | ۰    | ۲  |
| جودو              | ۱     | ۱    | ۲  |
| پنج‌گانه مدرن      | ۱     | ۰    | ۱  |
| روئینگ            | ۲     | ۲    | ۴  |
| قایقرانی بادبانی  | ۱     | ۱    | ۲  |
| تیراندازی         | ۱     | ۱    | ۲  |
| شنا               | ۱     | ۱    | ۲  |
| تنیس روی میز      | ۱     | ۲    | ۳  |
| تکواندو           | ۱     | ۱    | ۲  |
| تنیس              | ۳     | ۰    | ۳  |
| سه‌گانه            | ۲     | ۰    | ۲  |
| والیبال           | ۲     | ۰    | ۲  |
| کشتی              | ۲     | ۰    | ۲  |
| روی هم رفته       | ۳۰    | ۱۸   | ۴۸ |